# 桐生競艇場
桐生競艇場（きりゅうきょうていじょう）は、群馬県みどり市笠懸町阿左美にある競艇場である。通称はBOAT RACE桐生（ボートレースきりゅう）、2009年までは桐生ボート。
施設所有者及び主催（施行者）は、みどり市。施設運営者は、関東開発株式会社。競艇場としては日本最北に存在し、ナイター競走を初めて開催した競艇場としても知られる。

## 歴史
1956年（昭和31年）11月8日に初開催された。当時の第一施行者は桐生市。全国の24競艇場の中では最も遅い開場である。
1997年（平成9年）9月20日、日本の競艇場として初めてとなるナイター競走「アクアンナイト」を開始。
経営不振により一時は2003年度限りでの閉鎖も検討されていたが、第二施行者だった阿左美水園競艇組合（当時）が桐生市主催分の全日程を引き継ぎ、存続が決まる。
2005年（平成17年）4月に新スタンド「南ウイング」が完成。既存のスタンドは「新館」から「北ウイング」に名称を変更し、1階のみ一般に開放。新スタンド内には、競艇界では初めての在席投票席（PISルーム）を設けた。また、人の埋まりにくい前方席を梃入れするため、畳敷きのグループ席が設けられた。また、全国の競艇場で初めて、周回展示において通常の展示タイムのほか、直線タイム・回り足タイム・半周ラップタイムを測定し公表した。
2010年（平成22年）度には通称をそれまでの「桐生ボート」より変更している。
2011年（平成23年）5月3日（東日本大震災被災地支援競走 第38回上毛新聞社杯・初日）より通称を「ドラキリュウナイター」へ変更し、冬季を含めた通年ナイター開催に移行した。当初は2011年度より冬季を含めた通年ナイター開催に移行する予定だったが、東日本大震災で施設が被災したため、3月中旬から4月にかけての開催が中止された。
2013年（平成25年）10月11日より、北ウイングを改装し、外向発売所「ドラ・ショップ」をオープン。
2014年（平成26年）4月、照明設備を更新し、競艇だけでなくすべての公営競技で初となる全面LED照明に切り替えた。

## 運営
主催はみどり市であるが、施設の名称にもあるように初開催から2003年度までは桐生市が第一施行者であった。競艇の売り上げは1991年度をピークに減少を続け、桐生競艇も厳しい運営となっていた。
管理運営会社である関東開発株式会社は、ナイター開催の施行など経営の改善に取り組んだが、桐生市は赤字脱却のため借り上げ賃貸料の引き下げを巡り関東開発と対立し撤退を決定。一時は2003年度限りでの閉鎖も検討されていたが、第二施行者だった阿左美水園競艇組合（当時）が桐生市主催分の全日程を引き継ぎ、存続が決まった。第一施行者が阿左美水園競艇組合となり、関東開発が運営する民間委託方式へと移行した。
平成の大合併の時期であり桐生広域圏の構想が存在したが、桐生競艇の存続の是非について桐生市と阿左美水園競艇組合所属の笠懸町・大間々町・藪塚本町の足並みが揃わなかった。このうち藪塚本町は太田市との合併を選択し、競艇事業から撤退。競艇事業存続を主張する笠懸町は、大間々町・東村と合併してみどり市となった。
ディズニーランドを手本として来場者を「ゲスト」、従業員を「キャスト」と呼ぶなど、クオリティの高いサービスを提供するため、サービスの改善に努めている。
こうした経営改善やナイターレースの成功、また場外発売所では日本一の売上であるボートピア梅田での全レース発売開始（後述）などにより、2014年度の売り上げは全国5位・関東1位の678億円、2016年度の売り上げは全国2位となった。2015年度と2016年度は2号賞金場となった。

## 施設の特徴
- マスコットはドラキュラ伯爵をモチーフにした「ドラキリュウ」である[4]。2010年度までの昼間開催が行われていた際のマスコットは国定忠治をモチーフにした、古くからのキャラクターである「桐生忠太」であった。なお、ドラキリュウなどのグッズは、ドラショップ（BOAT RACE桐生　外向発売所）内のヤマザキショップで購入することができる[13]。
- レース実況や場内イベントは、トシ・ヴォイスに所属する松岡俊道、高石順成、坂田博昭、吉本靖、伊藤政昭が担当しており、一部のメンバーは同じ公営競技である競馬を主にしたグリーンチャンネルの中央競馬中継を兼任するほか、JLCパートならびに下関競艇場、大村競艇場の実況も担当している（近年のSG優勝戦は高石が実況を行うことがある）。なお、南ウイング完成後しばらくの間は実況が場内用と中継用で別になっていた（上記のメンバーは中継用を担当）。このうち第1〜3レースの実況と各レース間の競技情報は以前より従事している女性アナウンサー2名の担当となる。
- スタート展示を含め、場内テレビではヴァーチャルCGを使ってスタートラインの表示を行っている。また周回展示時、対岸の大型映像部分にハメコミ合成で各種お知らせを流すようになっている（通常は場内でも同じ表示だがビッグレース時はJLCと場内で異なる表示の場合がある。対岸を写す際に同じ画像が映らないようにさせるための対策となっている）。例として、レース日の6レースの一攫千金レースの告知・次回の開催告知などである。
- バック側にファンが提供した応援横断幕を掲示するスペースがあるが、風の強い冬季や、他の季節でも強風時は安全な競走施行に支障をきたすことから、横断幕の掲示は休止している[14]。
- 2023年7月5日より、ドラショップと南ウイング全域の舟券自動発売機の音声案内を、みどり市出身で同市の観光大使も務める声優の小倉唯が担当している[15]。
- 2023年8月13日からスマートフォン以外で写真･動画撮影をする場合、南ウイングのインフォメーションで申請する事によって写真撮影が可能になった。

## 主要開催競走
周年記念(GI)として赤城雷神杯が、企業杯(GIII)としてサッポロビールカップが行われる。
一般戦では、マスコットキャラクターを冠した競走が頻繁に行われる（東京中日スポーツ杯ドラキリュウ男女W優勝戦、ドラキリュウカップなど）ほか、正月に群馬ダービー、ゴールデンウィークに上毛新聞社杯、お盆にはお盆レースが行われる。
2010年（平成22年）4月よりSG・GIを除く全開催日に「一攫千金レース」を行なっていた。第1レースはA級選手が4号艇・その他がB級選手、第6レースはA級選手が1号艇・その他がB級選手。また第8レースは1号艇・5号艇がA級選手の「いちごレース」となっていた。
2021年4月より企画レースを「ドラドキレース」としてリニューアル。第6レースは1号艇にA級選手、他の5艇はB級選手となる「ドラドキ目玉」。第7レースは1・3号艇にA級選手、他の4艇はB級選手となる「ドラドキ3」。第8レースは1・5号艇がA級選手、他の4艇はB級選手となる「ドラドキ5」を実施している。

## 水面の特徴

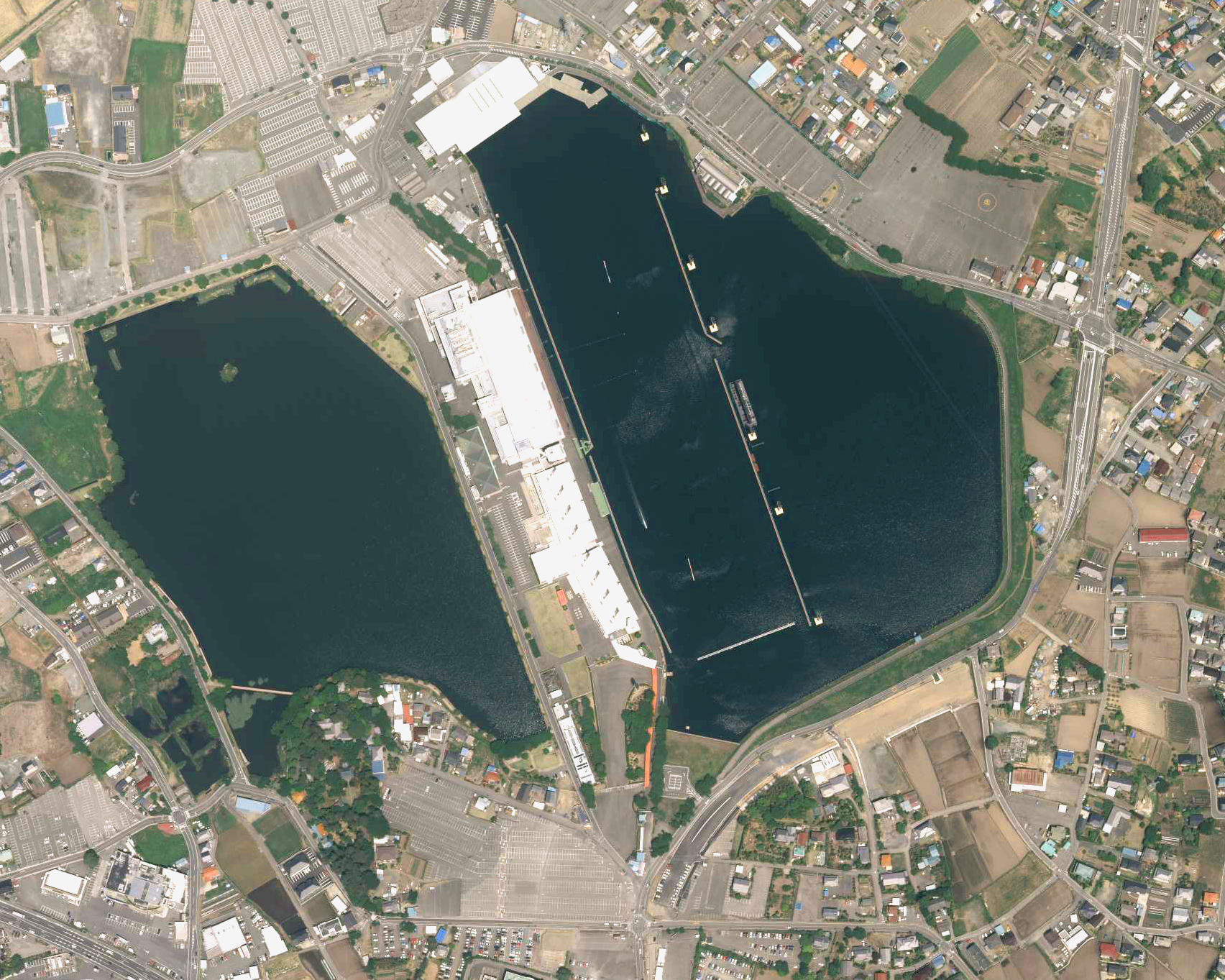
桐生競艇場周辺の空中写真。阿左美沼を2分割し、東側が競走水面となっている。2010年5月21日撮影。。

競走水面は沼で、水質は淡水。冬から春にかけては「赤城おろし」と呼ばれる強い風が吹き、水面が荒れることが多い。一方、夏の天候は比較的穏やかだが、当地で多く発生する雷雨の影響を受けやすい。また、標高が約130mの場所にあるためにモーターのパワーや出足は弱くなる。このため、気候の影響を受けやすい難水面の競艇場であり、インの勝率も全国平均と比べてやや低く、センターコースからの差しや捲り決着、イン逃げをブロックされての抜きや差し決着が比較的多い。

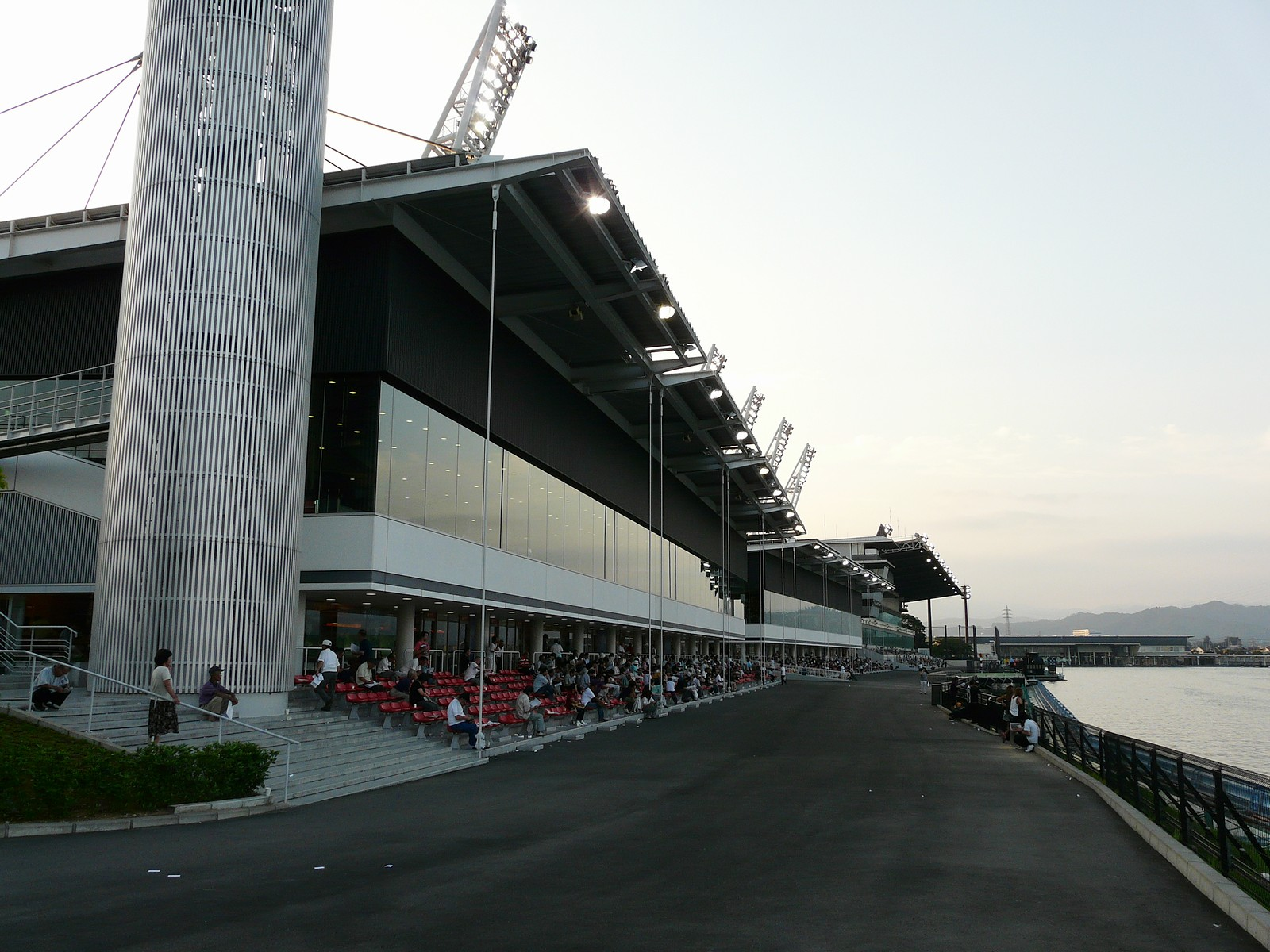
観客席
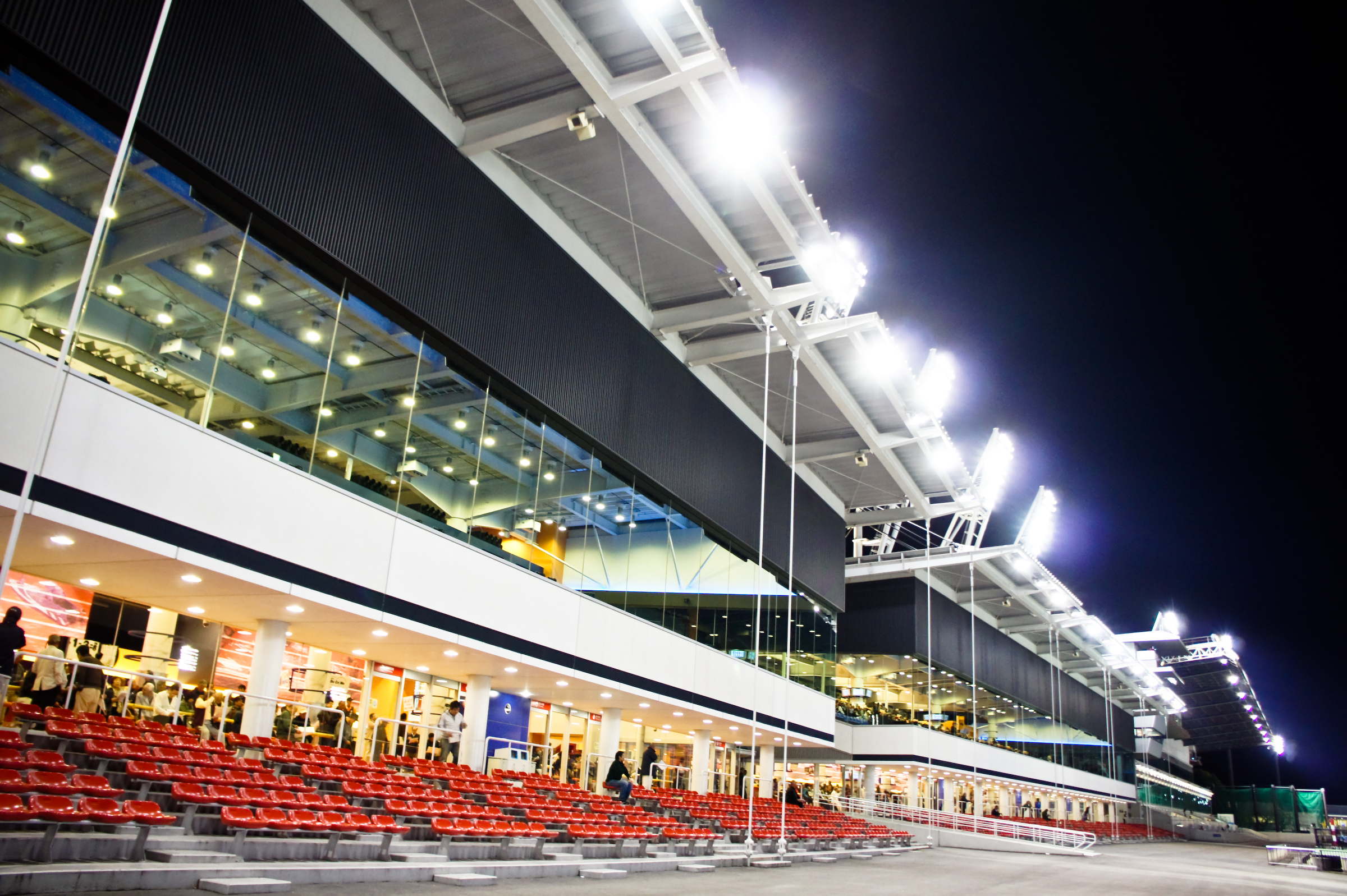
観客席（ナイター時）
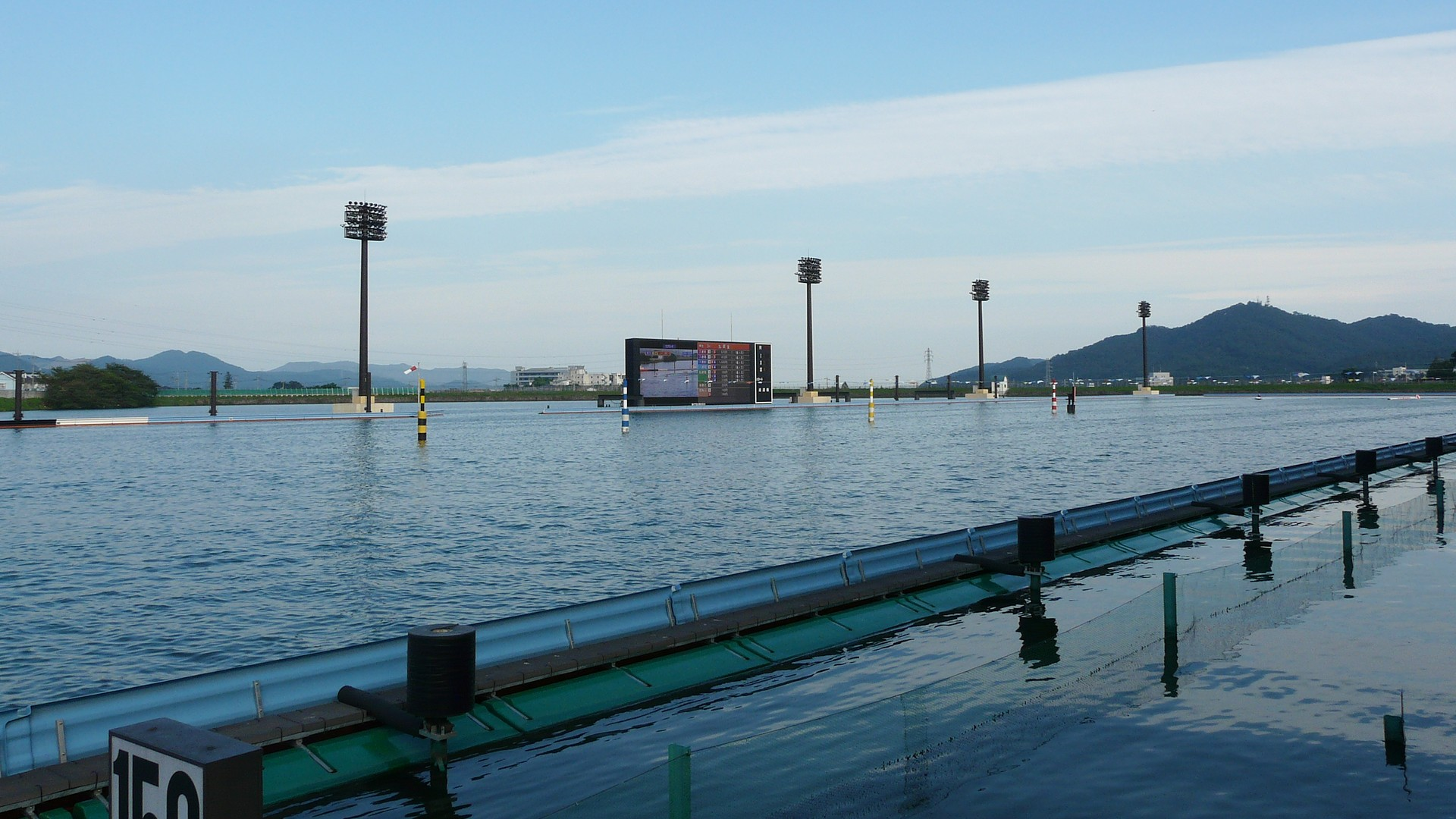
水面
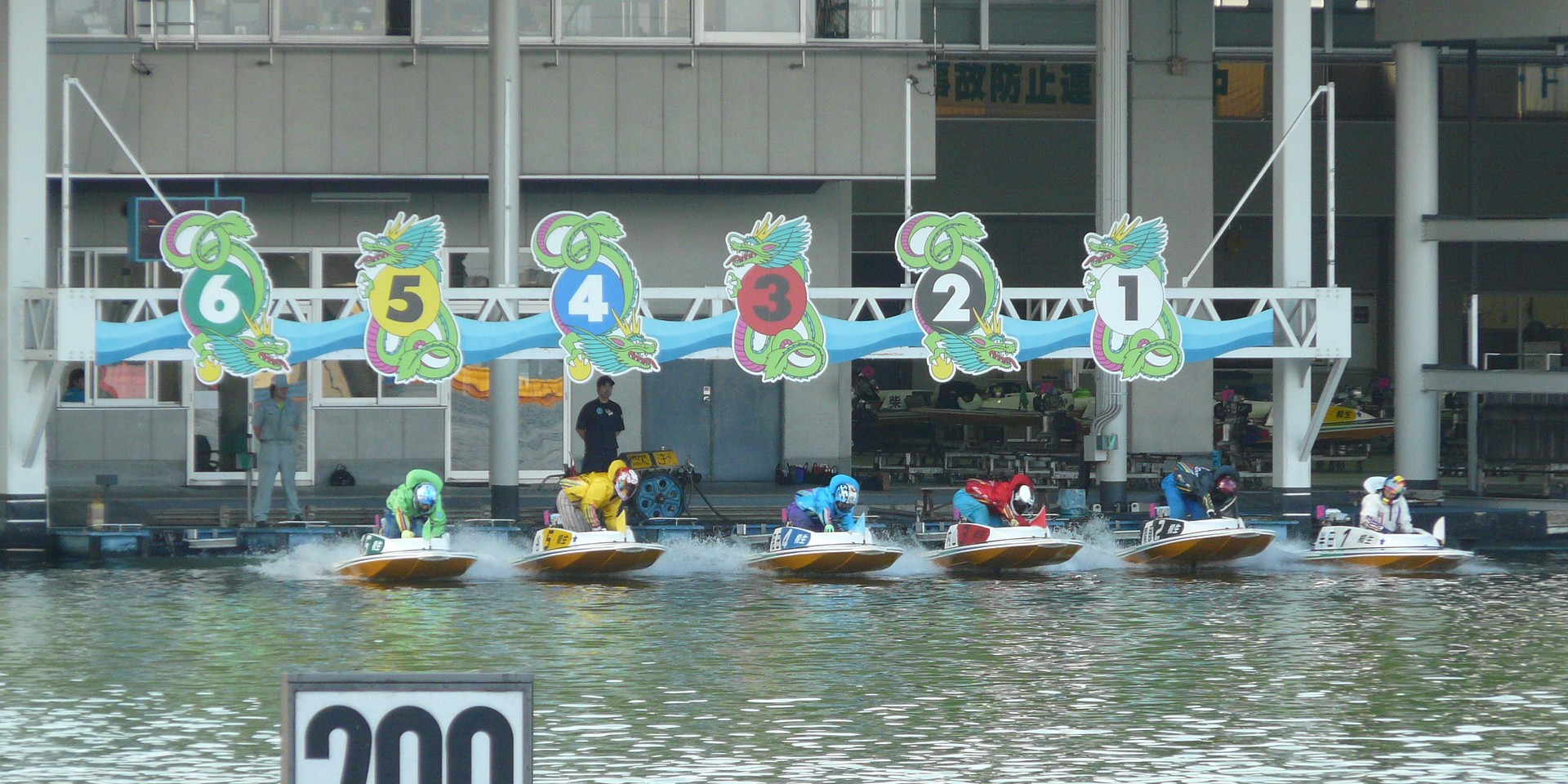
発走ピット
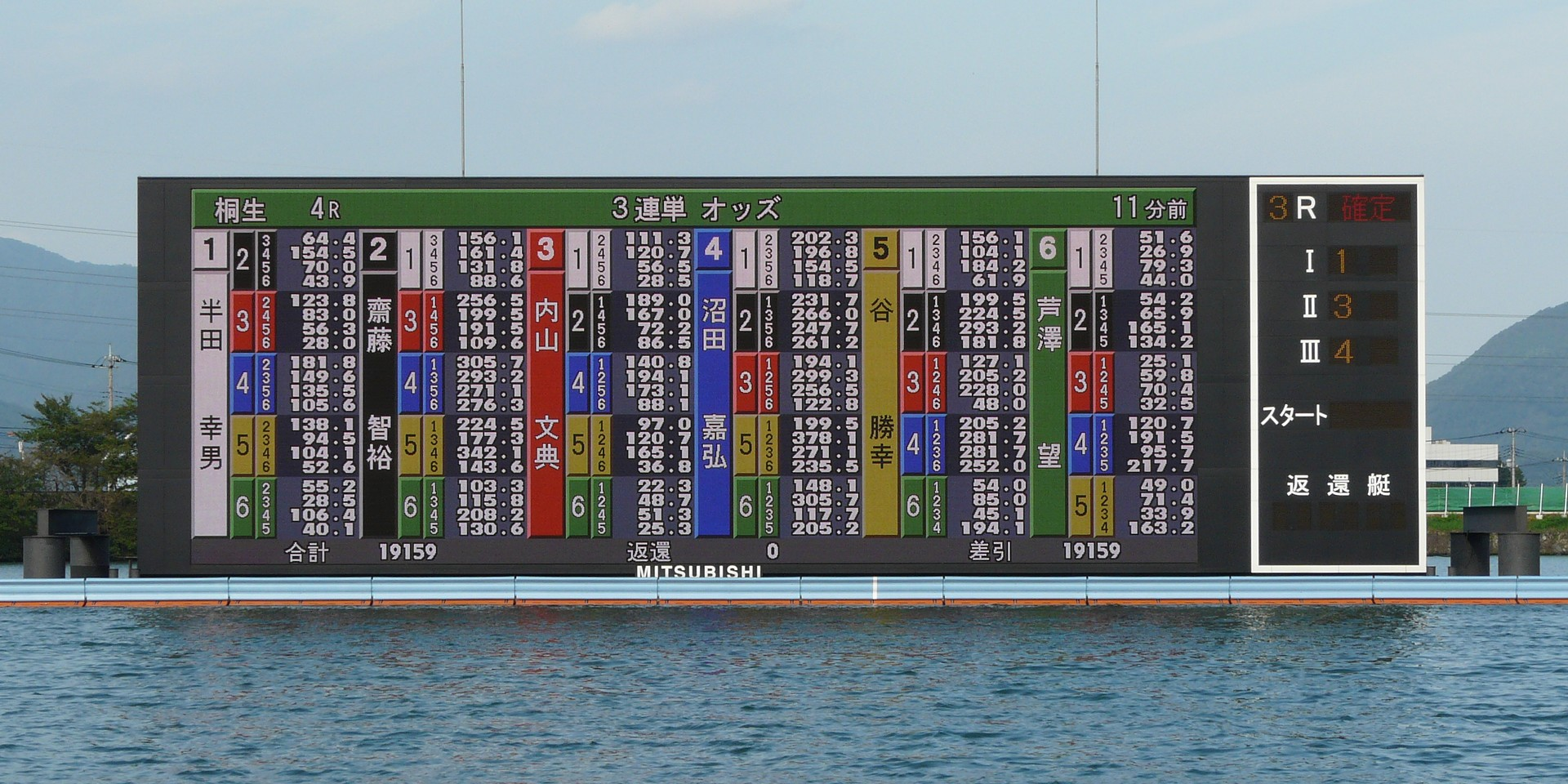
電光掲示板

## 舟券の発売・払い戻し
2006年（平成18年）7月6日より、日本の全公営競技場（中央競馬・地方競馬・競輪・競艇・オートレース計107場）を通じて初めて、携帯電話を使った場内移動型投票システムの試験運用が開始され、9月9日より本格的な運用が始まり、以降場内の一般席でも利用が可能となった。このシステムはあらかじめ会員登録を行う必要がなく、当日桐生競艇場を訪れたファンが場内にて登録を行うことにより、手元の携帯電話を使って当日の桐生競艇場の全競走について、本場締め切りと同時刻まで投票できるもので、退場に際してはP-ATM（専用現金自動預払機）を用いて残高を出金するシステムである。同システム開始に際し愛称も公募され、同年7月10日に全国モーターボート競走会連合会より、愛称が「ムーヴ@ウィン」と発表された。
2011年2月1日より、関東の4競艇場（戸田競艇場・江戸川競艇場・平和島競艇場・多摩川競艇場）・ボートピア（岡部・栗橋・横浜・平和島競艇劇場）で発売された舟券の払戻を取扱う「関東地区総合払戻」を開始。2012年4月より全国相互払戻サービスを開始。対応する払戻専用窓口は北ウイング外向前売所と、南ウイング1Fフードコート側専用窓口の2か所になる。
2011年5月のドラキリュウナイター開催に合わせて、大阪府大阪市北区のボートピア梅田でも桐生の開催全レースの投票券を発売するようになった。これにより西日本でも桐生開催の投票券が購入可能となっている。また、2013年6月10日に石川県河北郡津幡町のミニボートピア津幡が北陸地方初の場外舟券発売場として開設され、同じく開催全レースの投票券を発売している。

## SG開催実績
| 年度 | 競走名                               | 優勝者   | 登番 | 出身 |
| ---- | ------------------------------------ | -------- | ---- | ---- |
| 1971 | 第17回モーターボート記念競走         | 瀬戸康孝 | 0678 | 佐賀 |
| 1976 | 第22回モーターボート記念競走         | 渡辺義則 | 2325 | 宮崎 |
| 1982 | 第29回全日本選手権競走               | 安部邦男 | 2079 | 群馬 |
| 1986 | 第33回全日本選手権競走               | 嶋岡孝   | 2510 | 三重 |
| 1995 | 第05回グランドチャンピオン決定戦競走 | 野中和夫 | 2291 | 大阪 |
| 1998 | 第25回笹川賞競走                     | 山崎智也 | 3622 | 群馬 |
| 2005 | 第10回オーシャンカップ競走           | 江口晃生 | 3159 | 群馬 |
| 2006 | 第52回モーターボート記念競走         | 中村有裕 | 4012 | 滋賀 |
| 2007 | 第12回オーシャンカップ競走           | 魚谷智之 | 3780 | 兵庫 |
| 2010 | 第57回全日本選手権競走               | 瓜生正義 | 3783 | 福岡 |
| 2012 | 第58回モーターボート記念競走         | 瓜生正義 | 3783 | 福岡 |
| 2016 | 第62回ボートレースメモリアル         | 菊地孝平 | 3960 | 静岡 |
| 2019 | 第22回チャレンジカップ               | 石野貴之 | 4168 | 大阪 |

## SG・プレミアムGⅠ開催予定
- 2026年 8月25日 - 8月30日   第72回SGボートレースメモリアル

## 群馬支部の主な選手
- 江口晃生（3159）
- 秋山直之（3996）
- 久田敏之（4188）
- 土屋千明（4225）
- 毒島誠（4238）
- 金子拓矢（4305）
- 土屋智則（4362）
- 松本晶恵（4399）
- 上村純一（4645）
- 椎名豊（4787）
- 関浩哉（4851）

## アクセス
- JR東日本両毛線岩宿駅下車、無料送迎バスで3分[22]。徒歩15分[18][22]。
- 東武桐生線阿左美駅下車、徒歩15分[22]。
- 東武桐生線新桐生駅下車、往路無料タクシーで5分[22]、徒歩30分[22]。
- 北関東自動車道太田藪塚IC及び太田桐生ICより車で15分。ドラ・ショップ側、南ウイング側それぞれに無料大駐車場あり。